# Coupe Dewar 1903
Navigation
Coupe Dewar 1902 Coupe Dewar 1904
La Coupe Dewar 1903 est la 5e édition de la Coupe Dewar.
Elle oppose 8 clubs exclusivement parisiens en matchs à élimination directe. L'United SC remporte la finale face au Club français et gagne ainsi son seul titre dans la compétition.

## Compétition

### Premier tour
Le premier tour a lieu le 1er mars 1903,.
| Premier tour  | Nationale de Saint-Mandé | 2 – 1 | Standard AC |  |
| 1er mars 1903 |                          |       |             |  |

| Premier tour  | US parisienne | 2 – 1 | Paris Star |  |
| 1er mars 1903 |               |       |            |  |

| Premier tour  | Club français | 8 – 1 | AS parisienne |  |
| 1er mars 1903 |               |       |               |  |

| Premier tour  | United SC | 3 – 1 | Gallia Club |  |
| 1er mars 1903 |           |       |             |  |

### Demi-finales
Les demi-finales ont lieu le 8 mars 1903.
| Demi-finale | United SC | 4 – 2 | Nationale de Saint-Mandé |  |
| 8 mars 1903 |           |       |                          |  |

| Demi-finale | Club français | 2 – 0 | US parisienne |  |
| 8 mars 1903 |               |       |               |  |

### Finale
La finale a lieu le 15 mars 1903 à 14 h au Vésinet. La rencontre est arbitrée par Jack Wood. L'United SC bat le Club français par 4-3,,,.
| Finale               | Club français                                                                                   | 3 – 4 a. p.             | United SC                                                                                           |                                                                                      |                                                                                      |
| 15 mars 1903 14 h 00 | Peltier 36e · Moulin 87e · Peltier                                                              | (1 – 2 ; 2 – 2 ; 2 – 4) | 11e (csc) Trion · (csc) Duparc · Havercroft · Matthey                                               | Terrain du Club français, Le Vésinet Spectateurs : Environ 800 Arbitrage : Jack Wood | Terrain du Club français, Le Vésinet Spectateurs : Environ 800 Arbitrage : Jack Wood |
| 15 mars 1903 14 h 00 | Trion - Canelle, Duparc - Bally, Bilin, Dizy - de Saint-Julien, Gorse, Peltier, Garnier, Moulin | Équipes                 | Mors - E. Wynn, Aub. Wynn - Tunmer, Gindrat, Mainwaring - Bone, Marsh, Matthey, Probert, Havercroft | Terrain du Club français, Le Vésinet Spectateurs : Environ 800 Arbitrage : Jack Wood | Terrain du Club français, Le Vésinet Spectateurs : Environ 800 Arbitrage : Jack Wood |